# Genieridium medinae
Genieridium medinae là một loài bọ cánh cứng trong họ Bọ hung (Scarabaeidae).